# Бабаев, Давид Владимирович
Давид Владимирович Бабаев (Давид Вольфович Кальницкий; 14 июля 1943, Махачкала — 23 ноября 2019, Киев) — советский и украинский актёр театра и кино, Народный артист Украины (1999), член-корреспондент Национальной академии искусств Украины (2013). На протяжении почти 50 лет — ведущий актёр Национального академического театра русской драмы имени Леси Украинки.

## Биография
Родился 14 июля 1943 года в Махачкале (Дагестан).
В 1969 году окончил Киевскую муниципальную академию эстрадного и циркового искусств, в которой позже преподавал на кафедре разговорного жанра.
С 23 декабря 1972 года до последних дней жизни служил в театре имени Леси Украинки, на протяжении почти 50 лет был ведущим актёром труппы.
В последние годы болел, имел проблемы с ногами, из-за чего все реже выходил на сцену. Скончался после операции вечером 23 ноября 2019 года в киевской клинической больнице «Феофания». Похоронен на семейном участке Байкового кладбища (южная старая часть, участок 3А-ст).

## Театральные работы
1. 1973 — «Варвары» — Гриша
2. 1973 — «Добряки» — корреспондент
3. 1974 — «…И земля скакала мне навстречу!» — Кривцун
4. 1974 — «Последние дни» — Тургенев
5. 1974 — «Генерал Ватутин» — Гук
6. 1974 — «Храбрый портняжка» — Король
7. 1975 — «Странный доктор» А. Софронова — Пышный
8. 1976 — «Иванов» А. Чехова
9. 1977 — «Эта маленькая земля»
10. 1977 — «Кремлёвские куранты» — председатель домкома
11. 1978 — «Горе от ума» — Загорецкий
12. 1978 — «Хозяйка» — Павел Захарович
13. 1978 — «Провинциальные анекдоты» А. Вампилова — Базильский
14. 1978 — «Отелло»
15. 1979 — «Надеяться» Ю. Щербака — Седьмой
16. 1979 — «Майор, Тоот и другие» — Лехинцке
17. 1979 — «Руслан и Людмила» — Фарлаф
18. 1980 — «Веер» — Скавеццо
19. 1980 — «Пять дней в июле» — Немец
20. 1980 — «Вишнёвый сад» А. Чехова, режиссёр Ирина Молостова — начальник станции
21. 1980 — «Синие кони на красной траве» М. Шатрова, режиссёр Ирина Молостова — доктор Эпштейн, докладчик
22. 1981 — «Снежная королева»
23. 1982 — «Игрок» Ф. Достоевского — Астлей
24. 1982 — «Предел спокойствия» — помощник Карналя
25. 1982 — «Я, бабушка, Илико и Илларион» — глазной врач
26. 1982 — «Не был… не состоял… не участвовал» — Лысеющий
27. 1984 — «Я пришёл дать вам волю» — Бутурлин
28. 1985 — «ОБЭЖ» Б. Нушича, режиссёр Ирина Молостова — Спира
29. 1985 — «Остров сокровищ» — Хендс
30. 1985 — «Тёплый пепел» — Дэвис
31. 1986 — «Я, конечно, человек маленький» — Ганкин, техник
32. 1987 — «Иван и Мадонна» — Вася Фунтик
33. 1988 — «Что случилось в зоопарке» — Питер
34. 1988 — «Перламутровая Зинаида» М. Рощина — Стерлинг
35. 1989 — «Самоубийца» — Пугачёв
36. 1989 — «Сказка про солдата и змею» — принц Гильом
37. 1990 — «Идея господина дома» — бургомистр
38. 1991 — «Кандид» — Шулер / Инквизитор / Барон
39. 1992 — «Приглашение в замок» — Жозюэ
40. 1992 — «Метеор» — Мюгейм
41. 1993 — «Молодые годы короля Людовика XI» — Жан Поклен
42. 1993 — «Генералы в юбках» — Лебеллюк
43. 1994 — «Дом, где все кувырком» — Хусто / Перес
44. 1995 — «Школа Скандала» — сэр Питер Тизл
45. 1995 — «Последний пылковлюблённый» — Барни Кэтмен
46. 1996 — «Двери хлопают» — отец
47. 1997 — «Крокодил» — Крокодильщик
48. 1998 — «Блоха в ухе» — Виктор Шендебиз / Пош
49. 2000 — «Любовь и война»
50. 2001 — «И всё это было… и всё это будет…»
51. 2002 — «Лулу. История куртизанки» — Пэнчу, доктор Голль
52. 2004 — «Наполеон и корсиканка» — Наполеон Бонапарт
53. 2005 — «Последняя любовь» — Гарри
54. 2011 — «Чуть мерцает призрачная сцена… (Юбилей. Юбилей? Юбилей!)»
55. 2012 — «Мнимый больной» — Арган, мнимый больной

## Фильмография
1. 1976 — Такая она, игра — Валюша
2. 1977 — Нос — приятель Ковалёва
3. 1980 — Долгие дни, короткие недели… — гость Сергея
4. 1983 — Последний довод королей — Арт Корвин, начальник охраны президента
5. 1984 — За ночью день идёт — немецкий офицер
6. 1988 — Граница на замке (короткометражный)
7. 1988 — Дорога в ад — Сорокин
8. 1988 — Штормовое предупреждение — Моисей Шахновский, начальник отдела снабжения
9. 1989 — Горы дымят
10. 1991 — Убить «Шакала» — Станислав Михайлович Жохов, ревнивый муж
11. 1992 — Игра всерьёз
12. 1992 — Мелодрама с покушением на убийство
13. 1992 — Сердца трёх
14. 1993 — Западня — Шварц
15. 1993 — Стамбульский транзит — врач скорой помощи
16. 1994 — Афганец-2
17. 1994 — Выкуп — банкир, крупный бандит и криминальный авторитет
18. 1995 — Осторожно! Красная ртуть! — Ашкенази
19. 1995 — Репортаж — Никис Пештеряну
20. 1997 — 2003 — Роксолана — Иосиф
21. 1997 — Святое семейство
22. 1997 — Хиппиниада, или Материк любви
23. 1998 — Улыбка зверя
24. 1999 — День рождения Буржуя — Варламов, адвокат
25. 1999 — Школа скандала (фильм-спектакль)
26. 2000 — Мойщики автомобилей
27. 2001 — След оборотня — врач
28. 2002 — Кукла — Берлинский Анатолий Маркович
29. 2005 — Пороки и их поклонники — Грубин
30. 2006 — Богдан-Зиновий Хмельницкий — польский пан
31. 2007 — Люблю тебя до смерти — Борис Александрович Кутузов
32. 2008 — Иллюзия страха — Фридман, лекарь Соломона
33. 2008 — Смерть шпионам. Крым — Сизяков, главный редактор газеты «Красный Крым»
34. 2009 — Третьего не дано — Богдан Виткович
35. 2015 — По законам военного времени — Соломон Яковлевич
36. 2016 — 25-й час — Борис Ильич Пальчиков
37. 2016 — Гражданин Никто — Семён Каценброгель (дядя Сёма), оценщик ломбарда

### Озвучивание мультфильмов
- 1976 — Дело поручается детективу Тедди. Дело № 001. Бурый и Белый
- 1978 — Вожак — текст от автора
- 1980 — Лесная быль (Фитиль № 222) — медведь
- 1982 — Дождик, дождик, пуще!
- 1982 — Лис и дрозд — лис
- 1982 — Обыкновенное чудо (Фитиль № 242) — руководитель
- 1983 — Миколино богатство — текст от автора
- 1983 — Савушкин, который не верил в чудеса
- 1984 — Как казаки на свадьбе гуляли — рассказчик в конце
- 1985 — Сампо из Лапландии
- 1986 — Дело поручается детективу Тедди. Дело № 002. Космическая загадка — Гриша
- 1987 — Друзья мои, где вы? — слон Хортон
- 1987 — Снимается кино (Фитиль № 299) — начальник завода
- 1987 — Чудосея — текст от автора
- 1988 — Смерть чиновника — генерал Бризжалов
- 1989 — Осенний вальс — медведь

## Награды и звания
- ? — Почётная грамота Кабинета Министров Украины
- 1996 — Заслуженный артист Украины[1]
- 1999 — Народный артист Украины[2]
- 2003 — Кавалер ордена «За заслуги» III степени[3]
- 2011 — Кавалер ордена «За заслуги» II степени[4]